# Битва при Отонети
Битва при Отонети произошла 27 сентября 1446 года в Верхней Дибре в Албании. Османский военачальник Мустафа-паша был послан в Албанию, но вскоре был перехвачен и разбит Скандербегом. Это была одна из многих побед, одержанных Скандербегом.

## Предыстория
Вскоре после того, как Скандербег объединил албанских князей в 1443 году, Османская империя послала войска, чтобы подавить восстание в Албании. Первая посланная армия была разбита в 1444 году в битве при Торвиолле. Ещё один отряд был послан годом позднее но снова был разбит Скандербегом в битве при Мокре. После установления дипломатических отношений со многими крупными европейскими державами османский султан Мурад II возобновил свою кампанию по подавлению всего оставшегося сопротивления на Балканах.

## Прелюдия и битва
Когда султан Мурад II готовил свои силы к началу кампании против Яноша Хуньяди, который в том же году был провозглашён регентом Венгрии, он направил в Албанию 15-тысячное войско под командованием Мустафы-паши. Турецкий план состоял в том, чтобы вести войну на истощение, грабить землю и наводить ужас на население, избегая при этом ожесточенных сражений. Мустафа-паша разделил свои силы на две части и послал один корпус в бой, оставив другой на укрепленной позиции в Отонети. Когда Скандербег узнал, что османская армия разделилась, он атаковал Отонете с 5 000 человек. В османском лагере начался полный беспорядок, когда албанцы прорвались, «превратив его в бойню».

## Последствия
В битве при Отонети пять тысяч османских солдат погибло, а триста были взяты в плен. Весь османский походный лагерь вместе с припасами оказался в руках Скандербега. После этого поражения султан Мурад II приказал Мустафа-паше защищать османские границы и не совершать никаких действий, которые могут привести к очередному поражению.